# Collegio di North Cotswolds
North Cotswolds è un collegio elettorale inglese situato nel Gloucestershire e rappresentato alla camera dei Comuni del parlamento del Regno Unito. Elegge un membro del parlamento con il sistema maggioritario a turno unico; l'attuale parlamentare è Geoffrey Clifton-Brown, del Partito Conservatore, che rappresenta il collegio dal 2024.

## Estensione
Il collegio è costituito dai seguenti ward:
- nel distretto di Cotswold: Blockley; Bourton Vale; Bourton Village; Campden and Vale; Chedworth and Churn Valley; Coln Valley; Ermin; Fosseridge; Moreton East; Moreton West; Northleach; Sandywell; Stow e The Rissingtons;
- nel distretto di Stroud: Bisley; Hardwicke; Minchinhampton e Painswick and Upton.
- nel borgo di Tewkesbury: Badgeworth; Brockworth East; Brockworth West; Churchdown Brookfield with Hucclecote; Churchdown St. John’s e Shurdington.

## Membri del parlamento
| Elezione | Elezione | Deputato               | Partito      |
| -------- | -------- | ---------------------- | ------------ |
|          | 2024     | Geoffrey Clifton-Brown | Conservatore |

## Elezioni

### Elezioni negli anni 2020
| Partito                    | Partito                                         | Candidato                  | Risultati 4 luglio 2024 | Risultati 4 luglio 2024 |
| Partito                    | Partito                                         | Candidato                  | Voti                    | %                       |
| -------------------------- | ----------------------------------------------- | -------------------------- | ----------------------- | ----------------------- |
|                            | Conservatore                                    | Geoffrey Clifton-Brown     | 17 426                  | 34,69                   |
|                            | Lib Dem                                         | Paul Hodgkinson            | 14 069                  | 28,01                   |
|                            | Laburista                                       | Anna Mainwaring            | 8 593                   | 17,11                   |
|                            | Reform UK                                       | Jason Preece               | 6 502                   | 12,94                   |
|                            | Verdi                                           | Chloe Turner               | 3 191                   | 6,35                    |
|                            | Indipendente                                    | Jean Blackbeard            | 448                     | 0,89                    |
|                            |                                                 |                            |                         |                         |
| Iscritti                   | Iscritti                                        | Iscritti                   | 72 513                  | 100,00                  |
| ↳ Votanti (% su iscritti)  | ↳ Votanti (% su iscritti)                       | ↳ Votanti (% su iscritti)  | 50 229                  | 69,27                   |
| ↳ Astenuti (% su iscritti) | ↳ Astenuti (% su iscritti)                      | ↳ Astenuti (% su iscritti) | 22 284                  | 30,73                   |
|                            |                                                 |                            |                         |                         |
|                            | Esito: collegio a Conservatore (nuovo collegio) |                            |                         |                         |